# 普菲尼斯

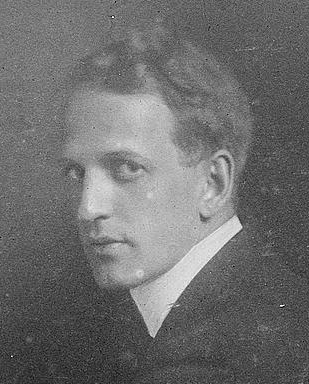
Coles Phillips

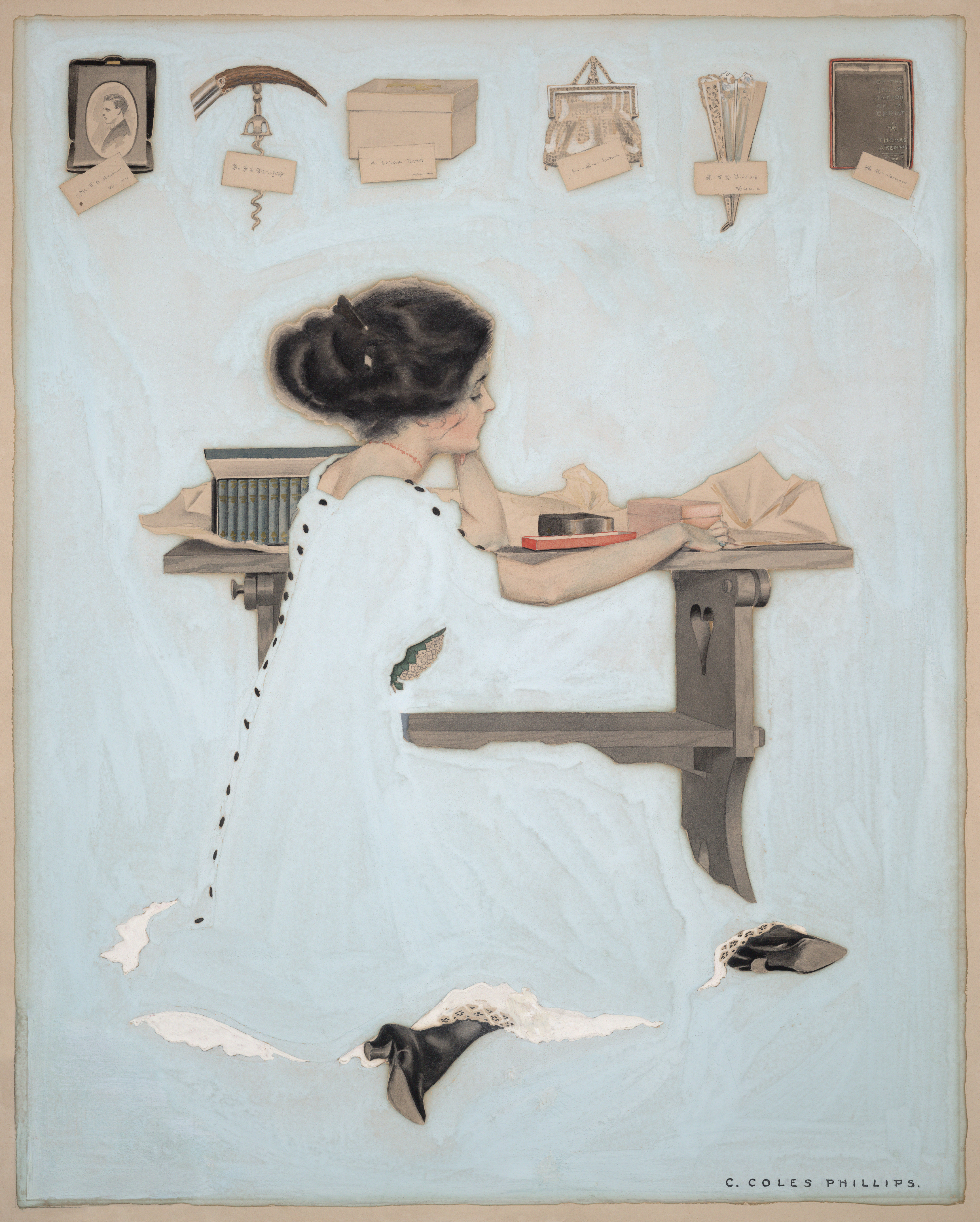
Life Magazine的封面, 1910年1月27日.

普菲尼斯（Clarence Coles Phillips） (1880–June 13, 1927) 是一位美國藝術家。
普菲尼斯出生於俄亥俄州斯普林菲爾德，1902年就讀Kenyon College.大學時代喜歡在書上畫畫。1901-1904 年在Reveille學畫, 1921 至 1922年開始在 Naval Academy 年鑑, "Lucky bag"擔任編輯. 大學畢業後前往紐約。
Phillips 長年在紐約新羅謝爾工作, 與他同時著名的設計師還有 J.C. Leyendecker and Norman Rockwell. 1927年6月13日死於腎病, 享年47歲。